# Hatakeyama Yoshitsuna
Hatakeyama Yoshitsuna (畠山義綱?; 1536 – 1594) è stato un samurai giapponese del periodo Sengoku, appartenente al ramo Noto-Hatakeyama della provincia di Noto.

## Biografia
Yoshitsuna succedette al padre Hatakeyama Yoshitsugu all'età di 16 anni. In quel periodo si era formato un consiglio di sette servitori del clan Hatakeyama e questi cercarono di usare Yoshitsuna come un burattino. Yoshitsuna e Yoshitsugu lavorarono in silenzio per creare frizioni all'interno del consiglio. Trovarono un alleato in Igawa Mitsunobu che avevano nominato al consiglio nel 1554 a seguito della morte di un membro iniziale. La guerra civile scoppiò nuovamente lo stesso anno con l'effetto di migliorare la posizione di Yoshitsuna. Yoshitsuna non fu comunque in grado di mantenere il controllo sui suoi servitori e fu costretto a fuggire nella provincia di Ōmi attorno al 1566. Il figlio Yoshitaka fu rovesciato da quegli stessi servitori nel 1574, spingendo Uesugi Kenshin ad attaccare successivamente la provincia di Noto. 
Yoshiharu, fratello di Yoshitsuna, servì il clan Uesugi e divenne successivamente noto come Jōjō Masashige.